# Мейсон, Рой
Рой Мейсон (англ. Roy Mason; 13 декабря 1933 — 10 марта 2017, Коулсхил, близ Амершема, Бакингемшир, Великобритания) — британский фигурист, выступавший в спортивных танцах на льду. Бронзовый призёр чемпионата Европы по фигурному катанию в Гармиш-Партенкирхене (1966).

## Спортивная карьера
Вместе со своей партнёршей Мэри Пэрри был членом Бирмингемского клуба танцев на льду, совместные выступления начали в 1955 г. Становились двукратными серебряными призёрами национального первенства Великобритании (1960, 1962), в 1963 г. завоевали бронзовые медали. 
На чемпионате Европы по фигурному катанию в Гармиш-Партенкирхене (1966) завоевали бронзовые медали. 
Работал судьёй в танцах на льду на зимних Олимпийских играх в Калгари (1988). Последние годы провёл с Пэрри в Саттон-Колдфилде.

## Спортивные достижения
| Соревнования/Сезон        | 1957-58 | 1958-59 | 1959-60 | 1960-61 | 1961-61 | 1961-63 |
| ------------------------- | ------- | ------- | ------- | ------- | ------- | ------- |
| Чемпионаты мира           |         |         |         |         | 9       | 6       |
| Чемпионаты Европы         |         |         | 3       | 4       | 4       | 5       |
| Чемпионаты Великобритании | 6       | 4       | 2       |         | 2       | 3       |